# Zvonar crkve Notre-Dame
Zvonar crkve Notre-Dame ili Zvonar katedrale Gospe u Parizu ( francuski Notre-Dame de Paris) je roman koga je 1831. izdao francuski pisac Victor Hugo. Radnja mu je smještena godine 1485. u Parizu u i oko tamošnje Katedrale. 
Enormna popularnost romana u tadašnjoj Francuskoj je potakla razvoj pokreta za očuvanje povijesne baštine i bitno ojačala neogotičku arhitekturu. Zahvaljujući tom romanu je očuvana pariška crkva Notre-Dame, gdje se radnja odvija, u svom tadašnjem obliku.

## Vanjske poveznice
- Originalni tekst na francuskom Wikisource
- Notre Dame de Paris Homepage  Arhivirana inačica izvorne stranice od 7. lipnja 2007. (Wayback Machine)